# Henneckenbruch
Henneckenbruch ist ein Ort der Gemeinde Marienheide im Oberbergischen Kreis in Nordrhein-Westfalen.

## Lage und Beschreibung
Henneckenbruch liegt im Süden von Marienheide. Nachbarorte sind Kotthauserhöhe und Kotthausen.

## Geschichte
Ab der Preußischen Uraufnahme des Jahres 1840 ist Henneckenbruch auf topografischen Karten verzeichnet.

## Busverbindungen
Über die im Nachbarort Kotthausen befindliche Haltestelle „Kotthausen Wende“ der Linie 336 (VRS/OVAG) ist Henneckenbruch an den öffentlichen Personennahverkehr angebunden.